# Wilhelm Klingelhöffer
Wilhelm Klingelhöffer (* 8. Oktober 1803 in Oberhörlen; † 1. Mai 1882 in Biedenkopf) war ein hessischer Richter und Politiker und Abgeordneter der 2. Kammer der Landstände des Großherzogtums Hessen.
Wilhelm Klingelhöffer war der Sohn des Pfarrers August Klingelhöffer (1774–1854) und dessen Ehefrau Karoline, geborene Hüffell (1779–1838). Klingelhöffer, der evangelischen Glaubens war, heiratete am 6. August 1935 in Gießen Johannetta Friederike Christiane Karoline Wilhelmine geborene Schott (1812–1881). Sein Vetter war Otto Klingelhöffer.
Klingelhöffer studierte Rechtswissenschaften an der Universität Gießen. Während seines Studiums wurde er 1820 Mitglied der Alten Gießener Burschenschaft Germania. Nach seinem Studium wurde er 1827 Sekretariatsakzessist am Hofgericht Gießen. 1835 wurde er Assessor mit Stimme am Landgericht Alsfeld und 1850 Landrichter am Landgericht Biedenkopf. Dort wurde er 1867 Amtsrichter und Direktor des Bezirksstrafgerichtes. 1868 erhielt er die Ernennung zum Oberamtsrichter und wurde 1873 pensioniert.
Von 1856 bis 1862 gehörte er der Zweiten Kammer der Landstände an. Er wurde für den Wahlbezirk Oberhessen 2/Gladenbach gewählt.